# SIGNO
SIGNO (Schutz von Ideen für die gewerbliche Nutzung), vormals INSTI (Innovationsstimulation), ist eine Initiative des deutschen Bundesministeriums für Wirtschaft und Technologie, in der Schüler, Erwachsene, Hochschulen sowie kleine und mittlere Unternehmen (KMU) in ihrer erfinderischen Tätigkeit auf vielfältige Weise gefördert werden.

## Ziele
Mit der SIGNO – bis April 2008 unter dem Namen INSTI (Innovationsstimulierung) bekannt – verfolgt das Bundesministerium für Wirtschaft und Technologie das Ziel, die Innovationstätigkeit kleiner und mittlerer Unternehmen (KMU) zu intensivieren, die Öffentlichkeit für das Wesen des Erfindungsprozesses zu sensibilisieren und das Wissen über gewerbliche Schutzrechte und wissenschaftlich-technische Informationen zu verbreiten, sowie mit der Schaffung von Schüler- und Erwachsenen-Erfinderclubs den Innovationsstandort Deutschland zu festigen und in den Schüler-Erfinderclubs Kinder und Jugendliche an erfinderische Tätigkeiten heranzuführen und zukünftige Fachkräfte heranzubilden. Ein besonderer Schwerpunkt soll auf der Umsetzung von Schutzrechten in marktfähige Produkte liegen. Es ergeben sich daraus mehrere Hauptziele:
1. Sicherung der Wettbewerbsfähigkeit kleiner und mittlerer Unternehmen durch Stärkung der Innovationstätigkeit.
2. Schaffung eines erfinder- und innovationsfreundlicheren Klimas.
3. Festigung des Innovationsstandorts Deutschland durch Schaffung von Schüler- und Erwachsenen-Erfinderclubs
4. in Schüler-Erfinderclubs Kinder und Jugendliche an erfinderische Tätigkeiten heranführen und zukünftige Fachkräfte heranzubilden[1]

## Angebote
SIGNO setzt seine Angebote und Förderprogramme für Unternehmen, Existenzgründer und Erfinder mit unterschiedlichen Einrichtungen und privaten Anbietern aus Forschung, Wissenschaft und Wirtschaft um. Mit Stand Anfang 2008 gehören 34 Partner dem bundesweiten Netzwerk an. Zu den Experten gehören: Erfinder- und Patentinformationszentren, Gründer- und Technologiezentren, Informationsvermittler, Transfereinrichtungen, Unternehmensberatungen und Hochschuleinrichtungen. Diese so genannten „SIGNO-Partner“ sollen innovatives Denken und Handeln unterstützen. Sie sind Ansprechpartner für jedermann zu allen Fragen von der Ideenfindung bis zur wirtschaftlichen Verwertung von Erfindungen.
Die Angebote von SIGNO sind auf unterschiedliche Zielgruppen zugeschnitten:
Die KMU-Patentaktion will zum Verständnis des Patentsystems sowie zur Nutzung gewerblicher Schutzrechte beitragen und liefert konkrete „Fahrpläne“ zur Patentanmeldung und -verwertung. Gefördert werden kleine und mittlere Unternehmen sowie Existenzgründer bei der Sicherung ihrer Forschungsergebnisse mit bis zu 50 % der aufgewendeten Kosten. Beispielprojekte hierzu sind auf einer eigenen Internetseite der SIGNO-Förderung dargestellt*. Die INSTI-KMU-Patentaktion wurde im Jahr 2007 in einer Studie der Europäischen Kommission („Benchmarking National and Regional Support Services for SMEs in the Field of Intellectual and Industrial Property“) als eines von europaweit 15 Good-Practice-Förderprogrammen für KMU im Bereich des gewerblichen Rechtsschutzes ausgewählt.
Der frei zugängliche InnovationMarket bringt Innovationsanbieter (Inserenten) mit Innovationsnehmern (Kapitalgeber und Unternehmen) zusammen. Diese Aktion versteht sich als Partnervermittlung für die Verwertung von Erfindungen.
Bei der Fachauskunft für Erfinder erhalten Erfinder Rat und Unterstützung von erfahrenen SIGNO-Partnern in allen Fragen, die gewerbliche Schutzrechte allgemein oder ihre eigene Erfindung konkret betreffen. Wie gut ist meine Idee? Wie finde ich potenzielle Lizenznehmer? Wie verhalte ich mich in Verhandlungen? Die Erstberatung dauert bis zu vier Stunden und ist für den Erfinder kostenlos.
Weitere Informationen und Teilnahmebedingungen zu den Angeboten des SIGNO-Netzwerkes sowie zu anderen Förderangeboten des Bundes enthält zum Beispiel die Online-Förderberatung des Bundeswirtschaftsministeriums.

## Der Wettbewerb i hoch 3
Seit 1998 wird auch jährlich ein Wettbewerb i hoch 3 für die Mitglieder der Schüler- und Erwachsenen-Erfinderclubs ausgeschrieben. In den Kategorien Kinder, Jugendliche und Erwachsene gibt es mit drei Preisabstufungen (erster bis dritter Platz) bis zu 5000 € zu gewinnen. Die Preisverleihung findet immer im Rahmen der Messe iENA in Nürnberg am zweiten Messetag statt.

## Teilnahme an der iENA
SIGNO bietet auch die Möglichkeit auf der weltgrößten Erfindermesse iENA in Nürnberg auszustellen. Dies vor allem aber nicht nur der Verwertungstätigkeit dienen, bei Schüler in den Schüler-Erfinderclubs ist dies auch als wichtige Übung für Fähigkeiten im späteren Berufsleben, wie Offenheit, Präsentation von Produkten, dienen.
Die zahlreichen Aussteller der Erfinderclubs stellten bisher (Stand 2012) jedes Jahr die größte zusammenhängende Delegation, was auch dazu führt, dass jedes Jahr viele Medaillen (Auszeichnung einer internationalen Jury für die besten Erfindungen auf der iENA in Gold, Silber und Bronze) und Sonderpreise errungen werden.

## Geschichte
Mit dem SIGNO-Projektmanagement ist das Institut der deutschen Wirtschaft Köln beauftragt.
Die Zuständigkeit für INSTI ist 2006 vom Forschungsministerium auf das Bundesministerium für Wirtschaft und Technologie übergegangen.
Im April 2008 wurden das INSTI und die Verwertungsoffensive neu aufgestellt und unter der Dachmarke "SIGNO" zusammengefasst. Das Programm SIGNO steht auf drei Säulen, die sich jeweils an unterschiedliche Akteure wenden: SIGNO Hochschulen, Unternehmer und Erfinder. SIGNO steht für den Schutz von Ideen für die Gewerbliche Nutzung.
Zum Jahreswechsel 2010/11 erfolgte die per iure vorgeschriebene Übergabe der Leitung an ein neues Management; den Projektträger Jülich.
Zum 1. Januar 2012 folgte ein entscheidender Einschnitt für die vor allem aus Schülern bestehenden Erfinderclubs; das Bundeswirtschaftsministerium strich die im Jahr 2011 2500 €, zuvor 1000 € betragende Förderung.
Die SIGNO-Richtlinie lief am 31. Dezember 2015 aus und wurde ab dem 1. Januar 2016 von der WIPANO-Richtlinie abgelöst, welche zunächst am 31. Dezember 2019 enden sollte und mittlerweile bis 2023 verlängert ist.